# Brainette
De Brainette is een zijriviertje van de Zenne en behoort tot het stroomgebied van de Schelde.
Ze ontspringt op het plateau van het Bos van Houssière, doorkruist 's-Gravenbrakel en Petit-Rœulx-lez-Braine en mondt ten slotte uit in de Zenne te Steenkerke.